# Municipio de Lone Star (Kansas)
El municipio de Lone Star (en inglés: Lone Star Township) es un municipio ubicado en el condado de Rush en el estado estadounidense de Kansas. En el año 2010 tenía una población de 321 habitantes y una densidad poblacional de 2,93 personas por km².

## Geografía
El municipio de Lone Star se encuentra ubicado en las coordenadas 38°31′49″N 99°11′54″O / 38.53028, -99.19833. Según la Oficina del Censo de los Estados Unidos, el municipio tiene una superficie total de 109.63 km², de la cual 109,63 km² corresponden a tierra firme y (0 %) 0 km² es agua.

## Demografía
Según el censo de 2010, había 321 personas residiendo en el municipio de Lone Star. La densidad de población era de 2,93 hab./km². De los 321 habitantes, el municipio de Lone Star estaba compuesto por el 97,51 % blancos, el 0,62 % eran afroamericanos, el 0,62 % eran amerindios, el 0,31 % eran de otras razas y el 0,93 % eran de una mezcla de razas. Del total de la población el 0,31 % eran hispanos o latinos de cualquier raza.